# Pfarrkirche Heiliggeist (Suhr)
Die Pfarrkirche Heiliggeist ist die römisch-katholische Pfarrkirche von Suhr und Gränichen im Kanton Aargau. Mit ihrer originellen Betonarchitektur ist sie ein bedeutender Bauzeuge der Moderne in der Schweiz.

## Geschichte
In der alten Pfarrkirche von Suhr feiert seit der Reformation die evangelisch-reformierte Pfarrei das Abendmahl. Die im 19. Jahrhundert nach Suhr gekommenen Katholiken gehörten vorerst der grossen römisch-katholischen Pfarrei Aarau an, die nach der Bildung des Kantons Aargau im Jahr 1803 neu gegründet worden war. 1882 entstand die erste römisch-katholische Pfarrkirche in Aarau.
Seit 1937 fanden in Suhr römisch-katholische Gottesdienste statt. Die Gemeinde stellte dafür den Gemeindesaal zur Verfügung. 1953 baute die neue römisch-katholische Pfarrei Suhr-Gränichen den Pfarreisaal an der Tramstrasse in Suhr und stellte ihren ersten Pfarrer, Xaver Bürgi, an. Von 1958 bis 1961 dauerte der Bau der neuen Kirche, die Bischof Franziskus von Streng am 30. April 1961 weihte.

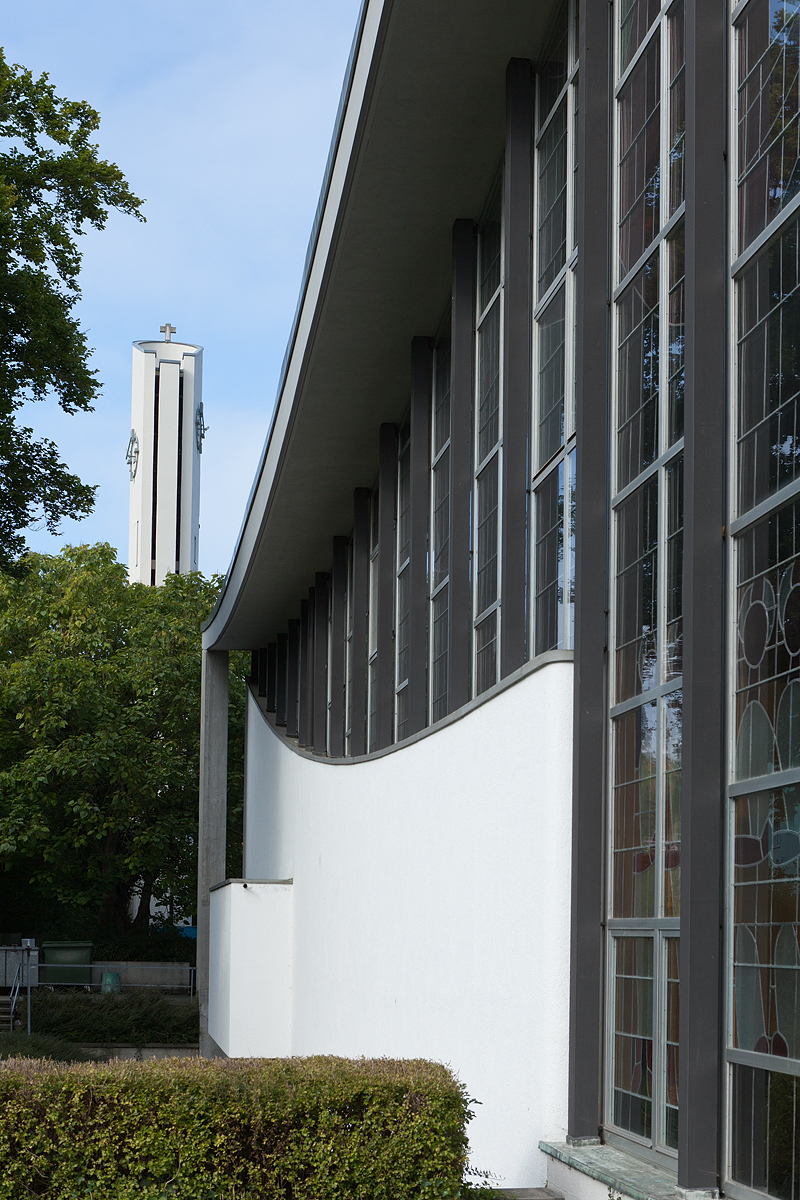
Katholische Kirche Heiliggeist

## Bauwerk
Das Kirchengebäude ist nach den Plänen des Architekten Hanns A. Brütsch aus Zug, der eine bedeutende Rolle bei der Entwicklung des modernen Kirchenbaus in der Schweiz spielte, ausgeführt.
Über dem viereckigen Raum der Kirche liegt eine kühn geschwungene vorgespannte Betondecke, die der Zürcher Ingenieur Emil Schubiger geplant hatte. Die scheinbar frei über dem Raum hängende Decke wirkt besonders leicht, weil sie auf beiden Längsseiten und auch neben der Chorwand über hohen Glasfenstern ruht, die in kräftiger Farbigkeit einen Entwurf des Kirchenmalers Ferdinand Gehr wiedergeben. Die nach einem Wettbewerb ausgewählten Glasmalereien zeigen das Pfingstereignis und den Aufenthalt von Moses mit seinem Volk in der Wüste. 
Auf der weit in den Kirchenraum hineinragenden Empore steht die 1975 eingeweihte Orgel der Orgelbaufirma Kuhn AG in Männedorf. Altar, Ambo, Kanzel und Tabernakelsockel gestaltete der Bildhauer Albert Schilling, der als Erneuerer der sakralen Plastik gilt, aus weissem Kalkstein von Laufen. Schilling entwarf auch das Bronzekreuz, das hinter dem Altar auf einem hohen Schaft steht.
Eine Figur der Muttergottes mit Kind, die Frontverzierung des Tabernakels und den Deckel des Taufsteins schuf der Bildhauer und Kirchenkünstler Josef Rickenbacher aus Steinen SZ, der seine Ausbildung bei Albert Schilling vertieft hatte.
Der Kirchturm steht frei neben dem Gemeindesaal und dem Kirchengebäude. Er ist 30 Meter hoch, besitzt eine Turmuhr und trägt fünf Glocken, die 1883 in der Glockengiesserei H. Rüetschi für die alte katholische Pfarrkirche in Aarau gegossen worden waren. Am 10. Dezember 1960 zogen die Schulkinder von Suhr die Glocken auf den Turm.

## Würdigung
Die katholische Pfarrkirche Heiliggeist ist im Bundesinventar der schützenswerten Kulturgüter der Schweiz als Objekt von nationaler Bedeutung aufgeführt.